# Gainesville (Georgia)
Gainesville – miasto w Stanach Zjednoczonych, w stanie Georgia, stolica hrabstwa Hall. Według spisu w 2020 roku liczy 42,3 tys. mieszkańców, w tym 40,2% stanowiły osoby białe nielatynoskie. Obszar metropolitalny obejmuje ponad 200 tys. mieszkańców.
Ze względu na dużą liczbę zakładów przetwórstwa drobiu jest często nazywane „Światową Stolicą Drobiu”.

## Miasta partnerskie
- Eger, Węgry
- Unnao, Indie

## Osoby związane z Gainesville
- AJ Styles - wrestler
- Tommy Aaron - golfista
- Jodi Benson - aktorka
- Casey Cagle - polityk
- Rod Cameron - aktor
- Nathan Deal - polityk
- Sung Kang - aktor
- James Longstreet - generał